# Parti láz
A parti láz a Dél-Ausztráliához tartozó Kenguru-szigeten pusztító állatbetegség volt, amely a sziget betelepítése, azaz a 19. század eleje óta gyérítette a tenyészteni kívánt állatokat, főleg a birkákat. Föltételezik, hogy a még a 19. században szabadon engedett üregi nyulakat is ez a betegség irtotta ki — ennek köszönhetően a sziget őshonos állat-és növényvilágát a betelepülő fajok viszonylag kevéssé károsították. Azokon a területeken, ahol a kórság pusztított (azaz gyakorlatilag a sziget egész lakott, keleti felén) a kultúrnövények — főleg az árpa — is rosszul teremtek. A mezőgazdaság sorozatos kudarcai miatt egyre több szigetlakó települt át a kontinensre.
Csak az 1930-as években ismerték fel, hogy a parti láz egy hiánybetegség, és az oka ugyanaz, mint az alacsony terméshozamoknak: a talajok réz- és kobalthiánya. Amióta a talajokat réz- és kobalt-nyomelemtrágyázással és rendszeresen adagolt szuperfoszfáttal feljavították, a parti láz megszűnt, a búza és az árpa hozama ugrásszerűen megnőtt. Jelenleg a sziget lakosainak többsége a mezőgazdaságból él.